# Oleksij Antonow
Oleksij Hennadijowytsch Antonow (ukrainisch Олексій Геннадійович Антонов; * 8. Mai 1986 in Pawlohrad, Ukrainische SSR) ist ein ukrainischer Fußballspieler, der seit 2015 beim FK Qəbələ unter Vertrag steht.

## Karriere

### Verein
Antonow begann in seiner Jugend das Fußballspielen bei Dnipro Dnipropetrowsk und wurde dort zwischen 2003 und 2004 in 24 Spielen eingesetzt, wobei er acht Tore erzielen konnte. Anschließend wechselte er 2004 ablösefrei zum FK Kuban Krasnodar in die russische Premjer-Liga. Hier kam er bis 2006 auf nur fünf Einsätze, worauf er am 1. Juli 2006 zu Metalist Charkiw wechselte.
Am 12. Juni 2014 erhielt Antonow beim FK Aqtöbe einen Vertrag bis Ende 2016. Sein erstes Spiel für Aqtöbe in der Saison 2014 absolvierte er nur zwei Tage später gegen Ordabassy Schymkent (1:1). Er kam in dieser Spielzeit auf 16 Liga-Spiele, in denen er acht Tore erzielte. In der Champions League gab Antonow sein Debüt am 16. Juli 2014 beim 1:0-Auswärtssieg gegen Dinamo Tiflis.

### Nationalmannschaft
Oleksij Antonow absolvierte sechs Spiele für die ukrainische U-17-Nationalmannschaft, neun Spiele für die U-19-Nationalmannschaft und ebenfalls neun Spiele für die U-21-Nationalmannschaft. Am 10. August 2011 stand er im Freundschaftsspiel gegen Schweden (0:1) zum ersten Mal für die Ukrainische Fußballnationalmannschaft auf dem Platz.